# Mănăstirea Stavronichita
Mănăstirea Stavronichita (în greacă Σταυρονικήτα) este o mănăstire de pe Muntele Athos.